# نجاة عون صليبا
نجاة عون صليبا، دكتورة الكيمياء التحليلية ومديرة مركز حفظ البيئة في الجامعة الأمريكية في بيروت. حصلت على جائزة برنامج L'Oréal-UNESCO للنساء في العلوم عام 2019.
عندما أجبرت الحرب الأهلية اللبنانية أسرتها على الهجرة إلى المدينة، أصبحت صليبا مهتمة بطرق تخفيف تلوث الهواء. درست صليبا في الجامعة اللبنانية، حيث حصلت على درجة البكالوريوس في عام 1986.
ثم انتقلت إلى الولايات المتحدة لاستكمال دراساتها العليا وحصلت على درجة الماجستير في جامعة ولاية كاليفورنيا، لونغ بيتش.
−
−
أكملت دراسات الدكتوراه في جامعة جنوب كاليفورنيا. اشتغلت على أطروحة عن موضوع تلوث المياه ودراسة التحفيز. ثم استمرت بعد حصولها على الدكتوراة كباحثة في جامعة كاليفورنيا، إرفين.I

## العمل السياسي
انخرطت الدكتورة نجاة عون في العمل السياسي عقب انفجار مرفأ بيروت
عام 2020. ترشحت على الانتخابات النيابية اللبنانية لعام 2022 بتحالف مع مارك ضو في ائتلاف تم إنشاؤه حديثًا يسمى «التقدم» ضد الطبقة السياسية الحاكمة منذ 50 عامًا، وفازت عن المقعد الماروني في منطقة الشوف.

## البحوث والأعمال الوظيفية
عادت صليبا إلى لبنان بعد الحرب الأهلية، وانضمت إلى الجامعة الأمريكية في بيروت في عام 2001.
ساعدت في تأسيس «مركز إبصار» سنة 2002 لحماية الطبيعة وترسيخ منظومات مستدامة، بهدف حماية التنوع البيولوجي في لبنان.
وهي اليوم مديرة مركز إبصار، التي تم تغيير اسمها منذ ذلك الحين إلى مركز الحفاظ على الطبيعة في الجامعة الأمريكية ببيروت.
عملت على عدة بحوث منها بحث تناول الملوثات المحيطة في لبنان والشرق الأوسط
كما حققت صليبا في المكونات الكيميائية السامة والمسرطنة للسجائر الإلكترونية والشيشة وخرجت بتقارير عن ذلك.
عملت صليبا على تطوير مواد وأساليب مبتكرة لدراسة الملوثات الجوية.
في العام 2018، تم اختيار «مركز الحفاظ على الطبيعة» من طرف الجامعة الأمريكية في بيروت، كأحد أفضل المنظمات المؤثرة في حركة التجديد.
وفي مجال الاعلام والصحافة والنشر العلمي، صليبا هي محررة معتمدة في بيرج PeerJ، وهي مجلة علمية كبيرة تغطي البحوث في العلوم البيولوجية والطبية.

## جوائز وتكريمات
- 2016: جائزة البحث العلمي
- 2018 جائزة الجمعية الفسيولوجية الأمريكية للبحوث متعددة التخصصات.
- 2019 جائزة لوريال-اليونسكو للنساء في العلوم
- 2019 وسام الأرز الوطني.